# Мокушичі
Моку́шичі (рос. Мокушичи) — присілок у складі Орічівського району Кіровської області, Росія. Входить до складу Спас-Талицького сільського поселення.
Населення становить 8 осіб (2010, 5 у 2002).
Національний склад станом на 2002 рік — росіяни 100 %.